# Skrattyoga
Skrattyoga är en yogaform som bygger på fysiska övningar i skratt. Den indiske läkaren Madan Kataria grundade 1995 en skrattklubb och har även beskrivit principerna för skrattyogan i boken Laugh for no reason (2002). Övningarna är inte direkt kopplade till humor; i stället försöker man i grupp sätta igång skrattreflexerna genom att tillsammans sjunga skrattljud. Enligt Kataria inducerar skrattövningarna kemiska och fysiologiska förändringar i kroppen som ökar chanserna för att bli lycklig.
Det finns över 5000 klubbar för skrattyoga världen över.